# راكفير

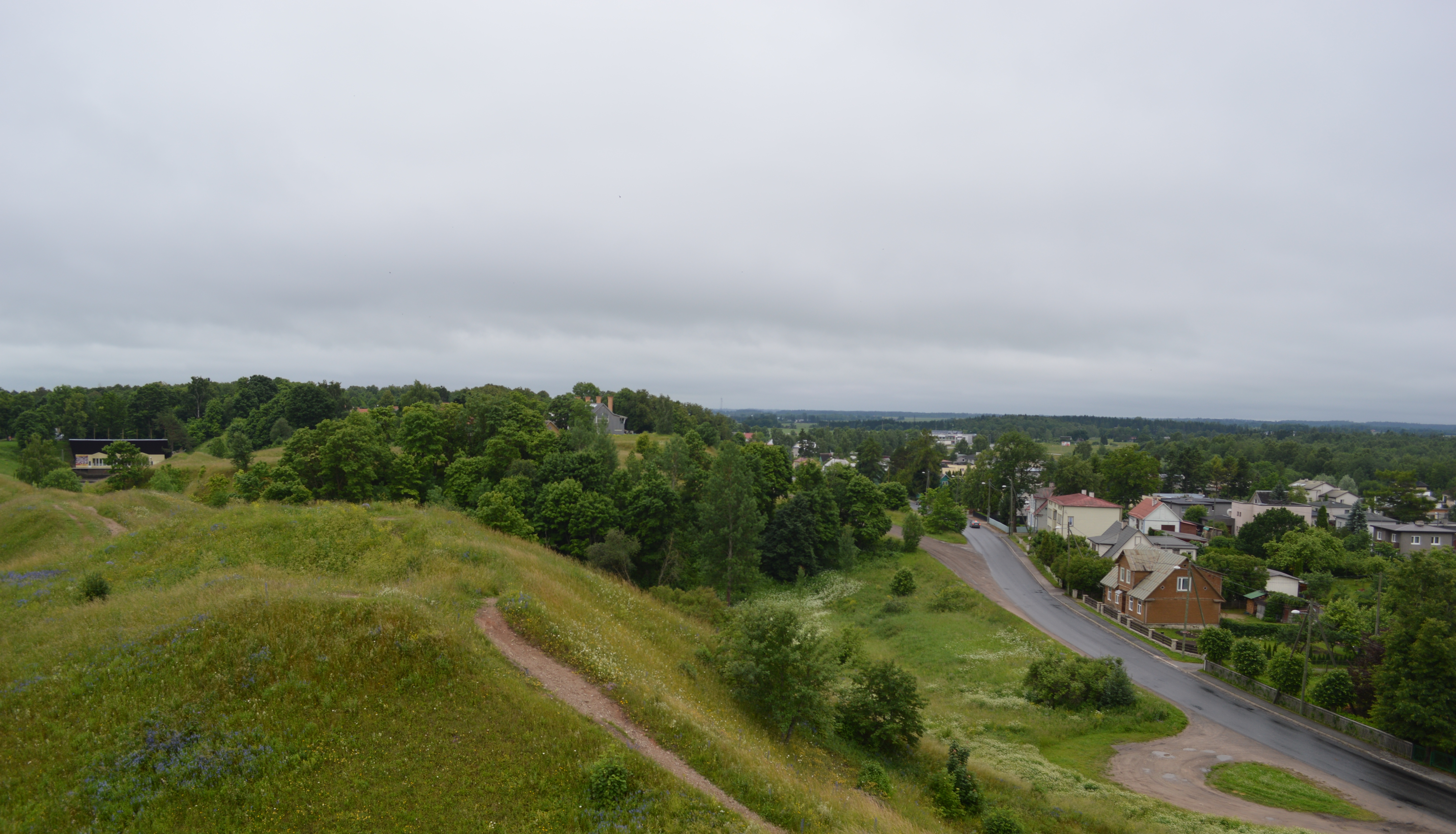
منظر من قلعة Rakvere

راكفير، هي بلدة تقع في شمال إستونيا وعاصمة مقاطعة لان فيرو، انها تبعد حوالي 20 كم عن جنوب خليج فنلندا لبحر البلطيق . حتى أوائل القرن العشرين، كانت راكفير معروفة على نطاق واسع باسمها الألماني التاريخي ويسينبيرغ (ه).

## التاريخ
تم العثور على أولى علامات المستوطنات البشرية التي يعود تاريخها إلى القرنين الثالث والخامس بعد الميلاد على تلة المسرح الحالي. من المحتمل انه تم بناء حصن خشبي في فاليماج الحالية لحماية تلك المستوطنة، وعندما تم تغيير المالكين في عام 1220، بدأ الدنماركيون في تشييد المباني من الحجر. هناك مستوطنة تسمى تارفانبي تم ذكرها لأول مرة في تاريخ هنري في ليفونيا في عام 1226. تم تسمية المعقل الدنماركي الجديد ويسينبيرغ في وسط منخفض الألماني لأول مرة في عام 1252. وقعت معركة ويسينبيرغ بين الفرسان الدنماركيين والألمان والروس في مكان قريب في 18 فبراير 1268.
في 12 يونيو 1302 تم اعطاء راكفير حقوق لوبيك. عندما باع الملك الدنماركي إستونيا الدنماركية إلى نظام ليفونيان عام 1346، تم بناء قلعة كبيرة اعلى الحصن السابق. تمت حماية اوردينسبيرغ بواسطة الأبراج والساحات. بدأ بناء ديرصومعة الفرنسيسكان في عام 1508.
خلال الحرب الليفونية من 1558 إلى 1581، كانت راكفير تابعة للحكم الروسي وتعرضت للضرر بشدة في السويد بعد حصاراالكارثي ويسينبيرغ (1574) ،  استولت على المدينة في 1581  قبل أنتقالها إلى الكومنولث البولندي الليتواني في 1602 ؛ دمر البولنديون القلعة عام 1605. بعد عودتها للسيطرة السويدية في ذلك العام، تم بناء قصر على أنقاض الدير. خلال الحرب الشمالية الكبرى، تم حرق راكفير عام 1703. مع استسلام إستونيا وليفونيا في عام 1710 ولاحقا معاهدة نيستاد عام 1721، انتقل راكفير إلى الإمبراطورية الروسية ، حيث بقيت حتى استقلال إستونيا في عام 1918 بعد الحرب العالمية الأولى.
خلال الفترة الأولى من الاستقلال، تم بناء العديد من المباني البارزة، مثل مبنى السوق، ومبنى البنك القديم (SEB ايستي اهسبانك الحالي) وصالة راكفير للألعاب الرياضية. في عام 1930، تم افتتاح ملعب المدينة خلال عهد العمدة هاينريش أفيكسو. بدأت الصحف المحلية في الظهور، بما في ذلك صحيفة المقاطعة فيروما تيتاجا، التي نُشرت للمرة الأولى في عام 1925. بدأت فكرة راكفير الخاصة بالمسرح الاحترافي إلى التشكل أيضًا. تم الانتهاء من بناء دار المسرح في نهاية الثلاثينيات وافتتح في 24 فبراير 1940.ونجا المسرح من الحرب العالمية الثانية وهو نشط حتى يومنا هذا.
تضم راكفير أيضًا مسرحًا احترافيًا ويعتقد أنها أصغر مدينة في أوروبا بها مسرح احترافي. تعود جذورها إلى عام 1882 وما زالت نشطة وتحظى بشعبية كبيرة. قدم مسرح راكفير لإستونيا العديد من الممثلين والممثلات المشهورين مثل فويل كارو واولار ساريمي واندريك سار واولي ليشبثلت وارين اكسكولا إلخ. كما أنها تقيم الحدث نصف السنوي بالتوسكاندال ، والذي يجمع المسرحيات والمجموعات الطليعية من جميع أنحاء العالم.

## المعالم الرئيسية

### تمثال تارفاس

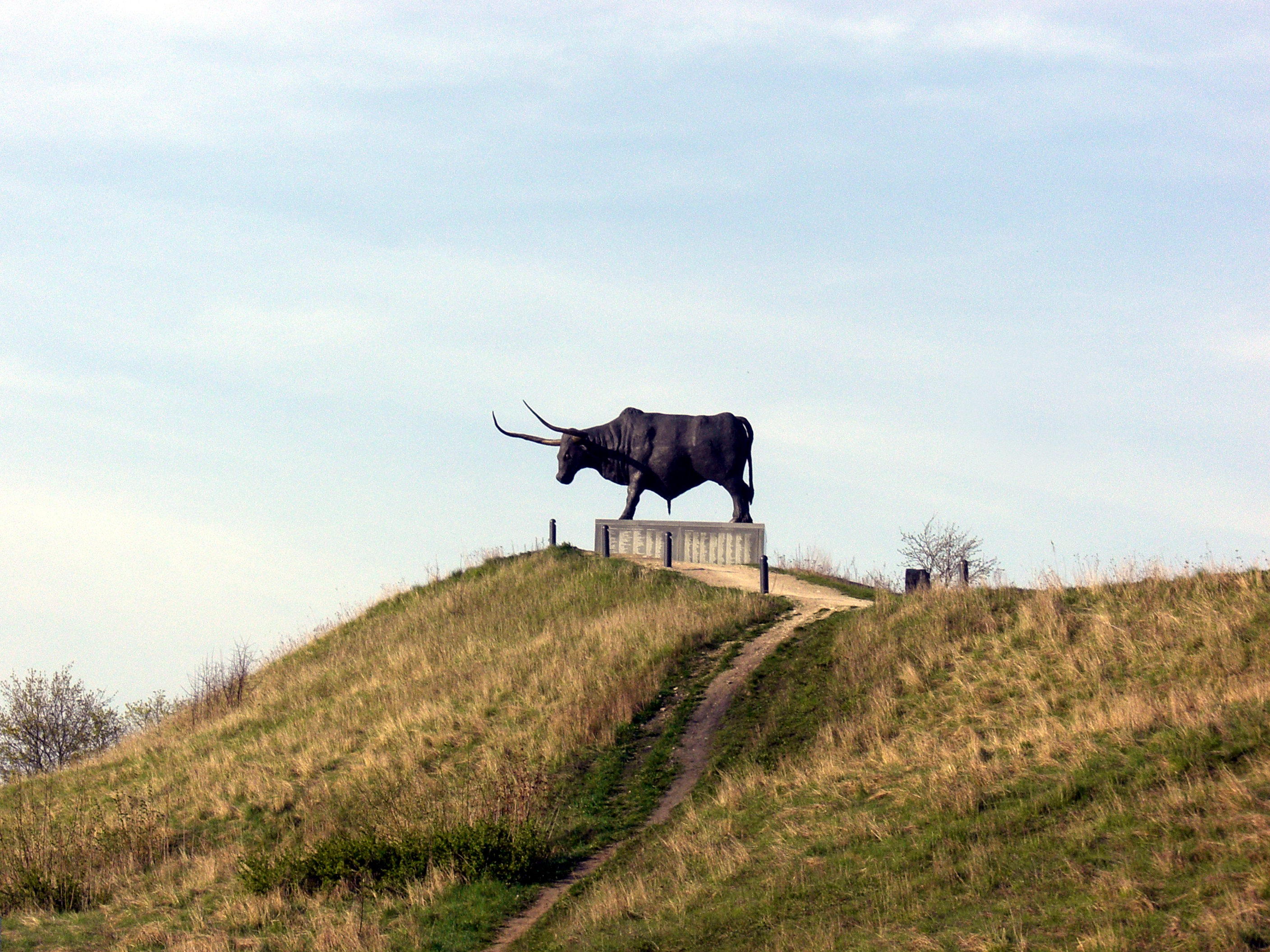
تمثال Tarvas

الآن راكفير تشتهر أيضا بتمثال تارفاس في الأروخس، والذي تقدم به النحات الإستوني تونو كاغارو. يُعتقد أنه أكبر تمثال للحيوان في دول البلطيق .
انه يقع على حافة تل فاليماجي وتم تنصيبه بمناسبة عيد ميلاد البلدة الـ 700. يبلغ طول التمثال سبعة أمتار وارتفاعه أربعة أمتار ووزنه حوالي سبعة أطنان ويقع على كتلة الجرانيت الجانبية التي يجلس عليها.
التمثال مصنوع من البرونز.وكانت أسماء الشركات وبعض الأفراد العاديون الذين مولوها محفورة في كتلة الجرانيت.

### كنيسة راكفير ترينيتي
يعود اصول تاريخ كنيسة راكفير اللوثرية، كنيسة الترينيتي، إلى القرن الخامس عشر، وقد صُممت لتكون أيضًا بمثابة حصن في أوقات المشاكل. تعرضت لأضرار قاسية خلال الحرب الليفونية وبدأ الترميم فقط في عام 1684. خلال حرب الشمال العظمى ، تضررت الكنيسة مرة أخرى بنيرانها مرتين. تم إجراء التحسينات في الفترة ما بين 1727-1730 ومرة أخرى خلال منتصف القرن التاسع عشر، عندما تلقت الكنيسة شكلها الحالي، الذي يهيمن عليه العمارة القوطية الحديثة. تعرض التصاميم الداخلية بعض الحرف اليدوية الرائعة تتضمن منبر باروكي من عام 1690 الذي صنعه كريستيان أكرمان.

## المدن التوأم - المدن الشقيقة
راكفير توأمة مع:

## المسافات
- هلسنكي 122 كيلومترا
- بارنو 183 كيلومترا
- ريغا 297 كيلومترا
- سانت بطرسبرغ 274 كيلومترا
- ستوكهولم 503 كيلومترات
- تالين 98 كيلومترا
- تامبيري 310 كيلومترات
- تارتو 126 كيلومترا
- توركو 260 كيلومترا
- فيلنيوس 522 كيلومترا

## رياضات
- كرة سلة
  - راكفير تارفاس BC - فريق كرة سلة للرجال، وصيف بطولة إستونيا 2009-10 وكأس إستونيا 2010. النادي يشارك في بطولة كرة السلة وكأس التحدي
- الكرة الطائرة
  - VK منافس راكفير - فريق كرة طائرة للرجال، بطل إستوني متعدد وكأس. النادي يشارك في دوري شنكر
- كرة القدم
  - راكفير جي كي تارفاس- نادي كرة قدم للهواة تأسس عام 2004. يلعب النادي في الدوري الإستوني الممتاز (الدرجة الثانية في كرة القدم الإستونية) اعتبارًا من 2012 . أرض المنزل هي استاد مدينة راكفير.

### أحداث رياضية
- بطولة العالم للهواة في السومو 2008
- تحت 19 سنة يورو 2012

## صالة عرض

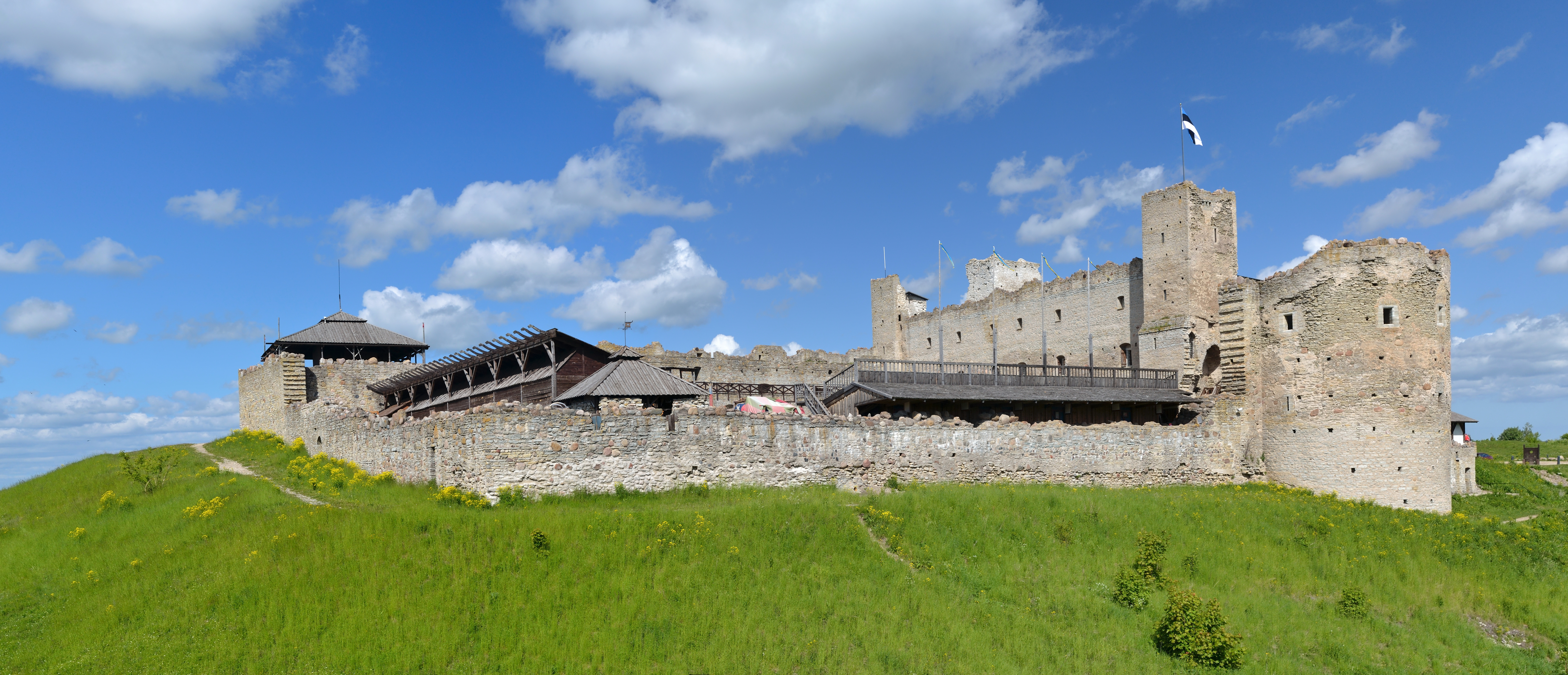
Rakvere castle
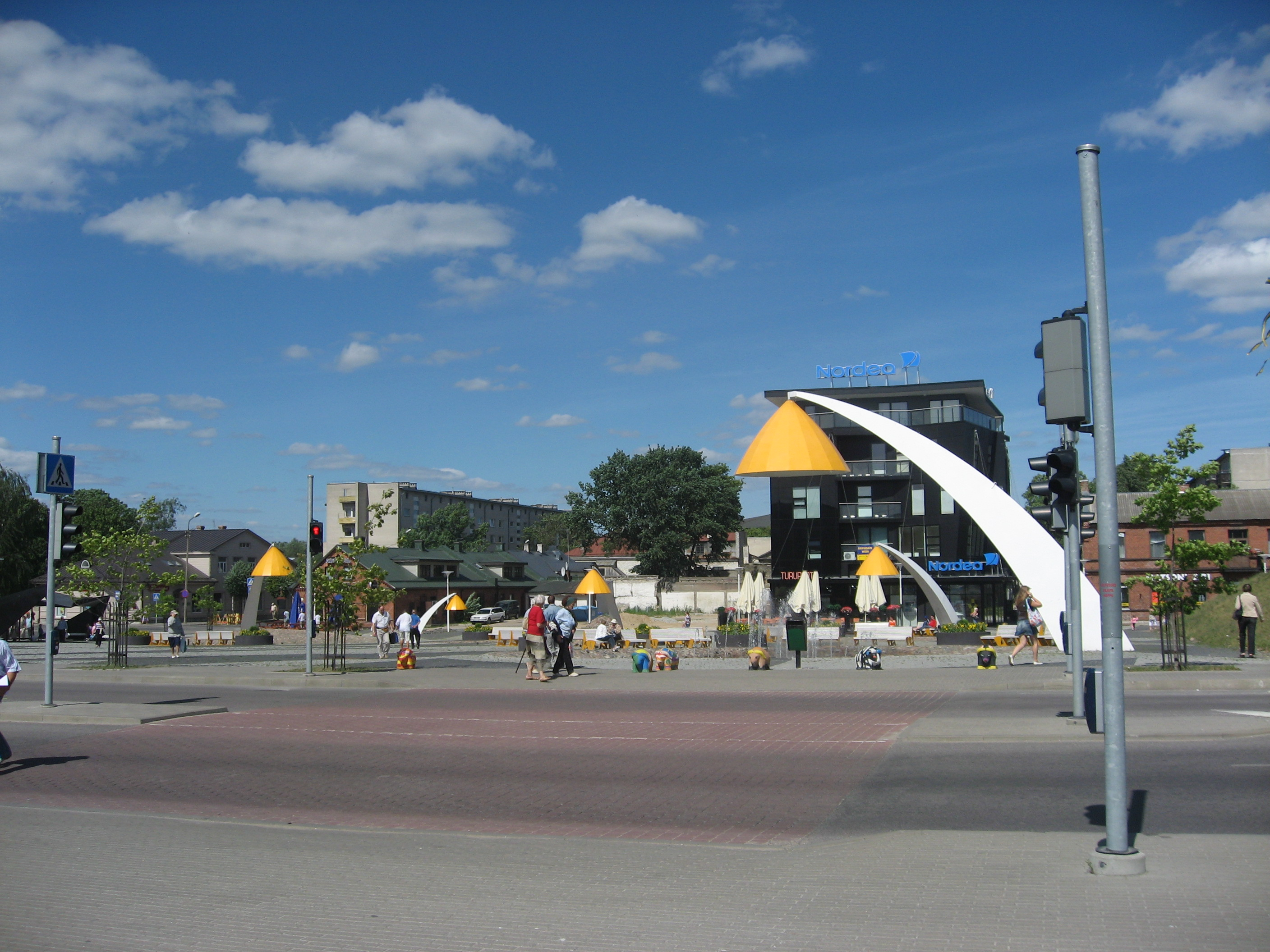
Rakvere town center
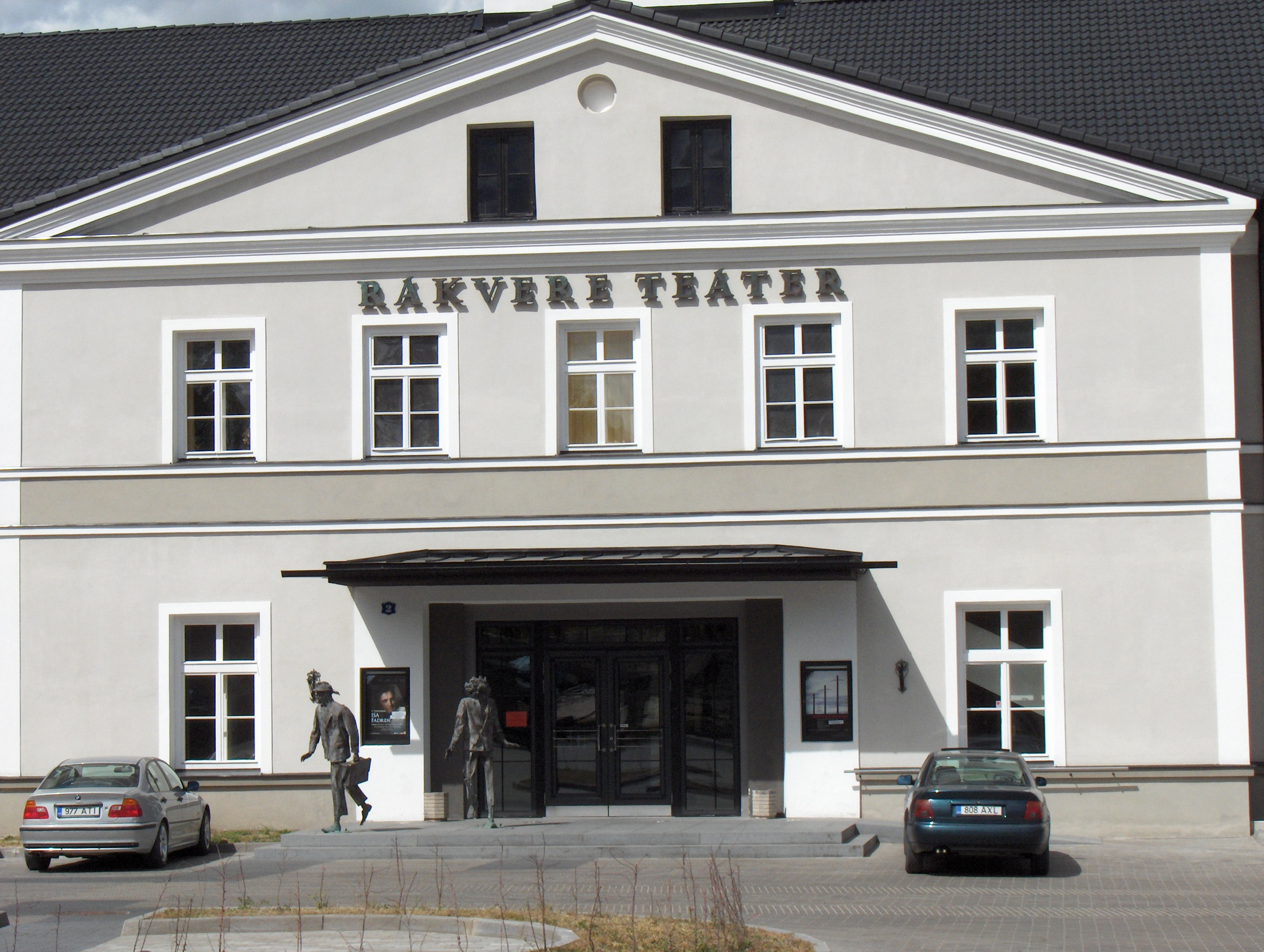
Rakvere theatre
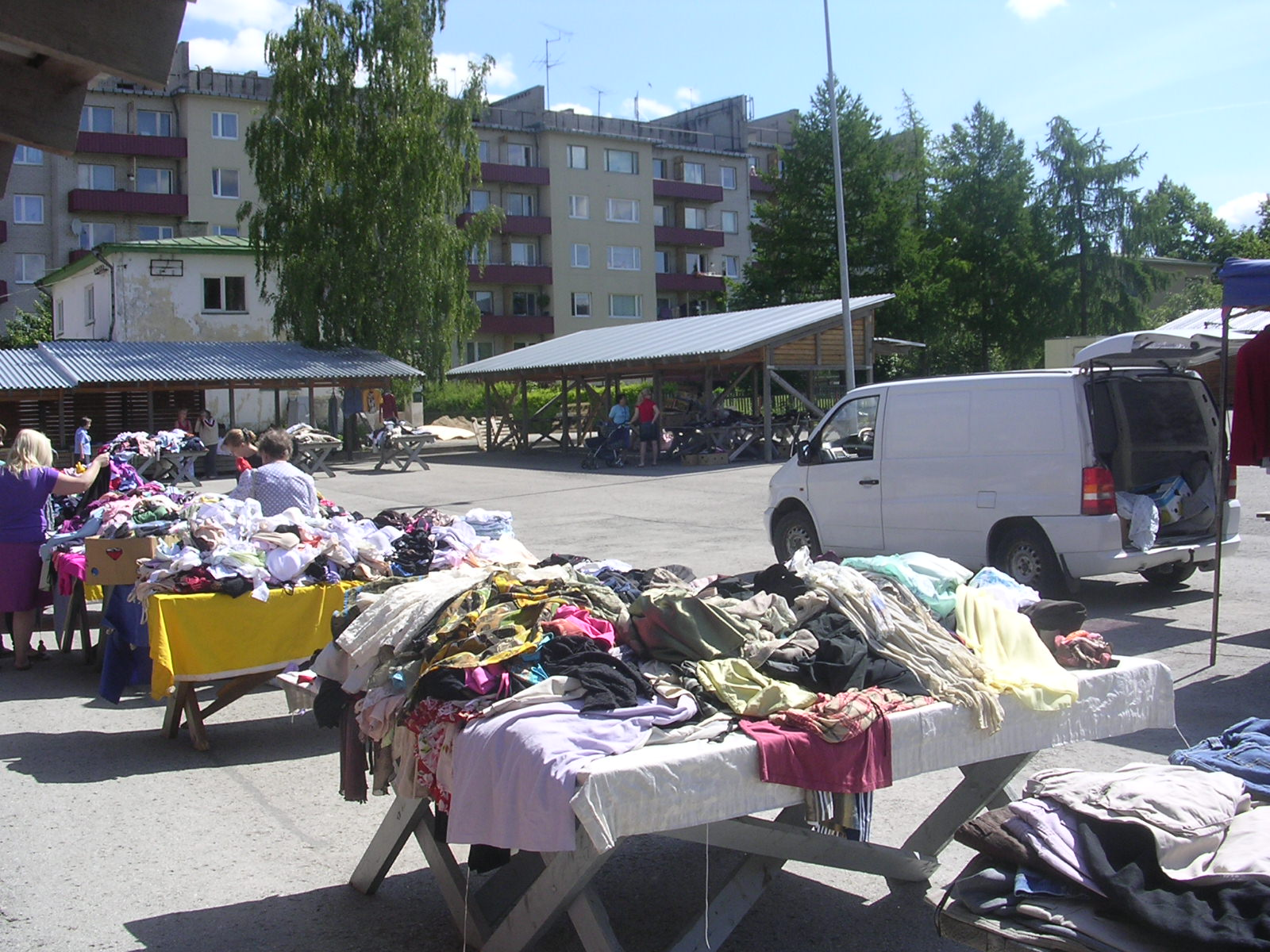
Rakvere marketplace
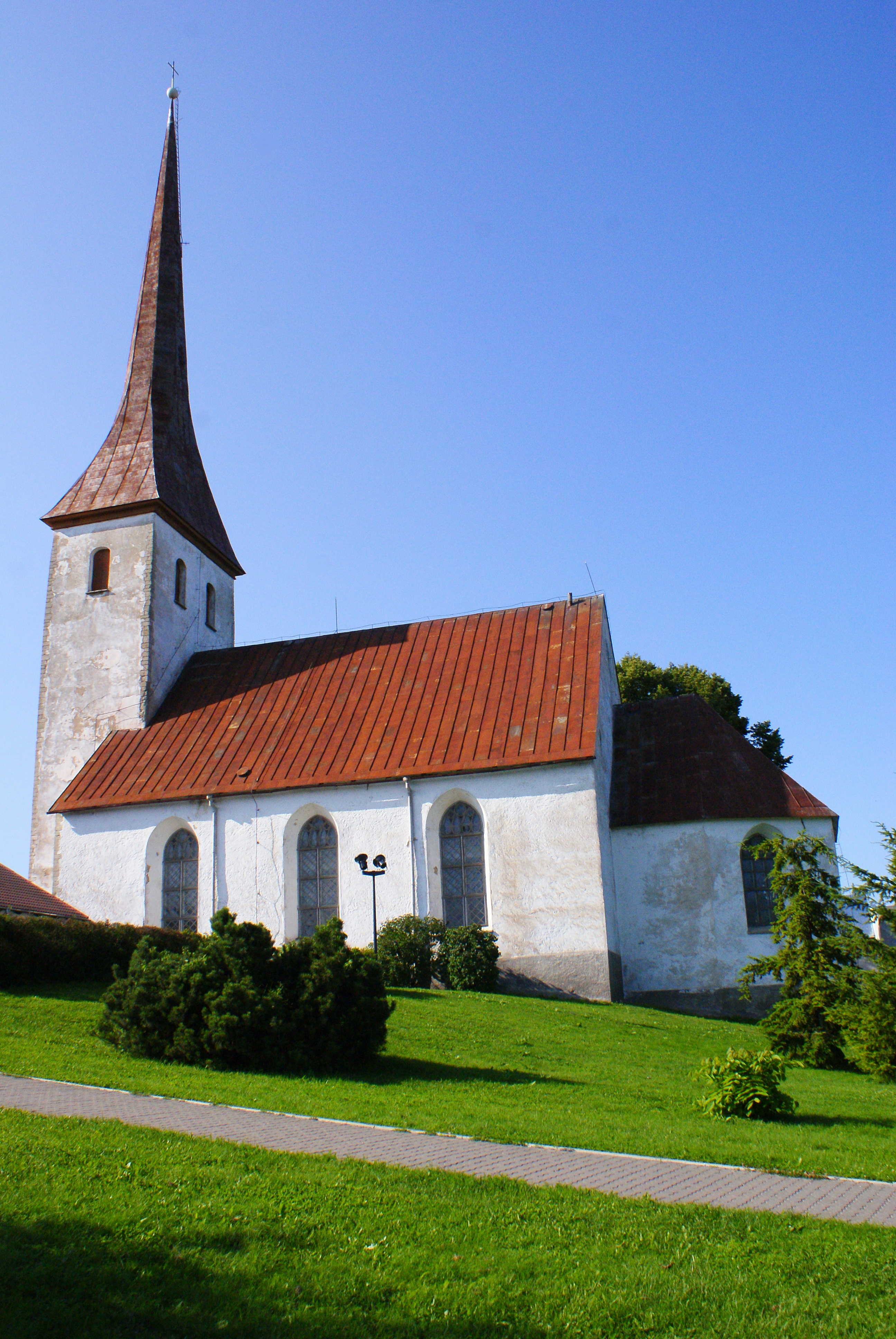
Rakvere Trinity Church
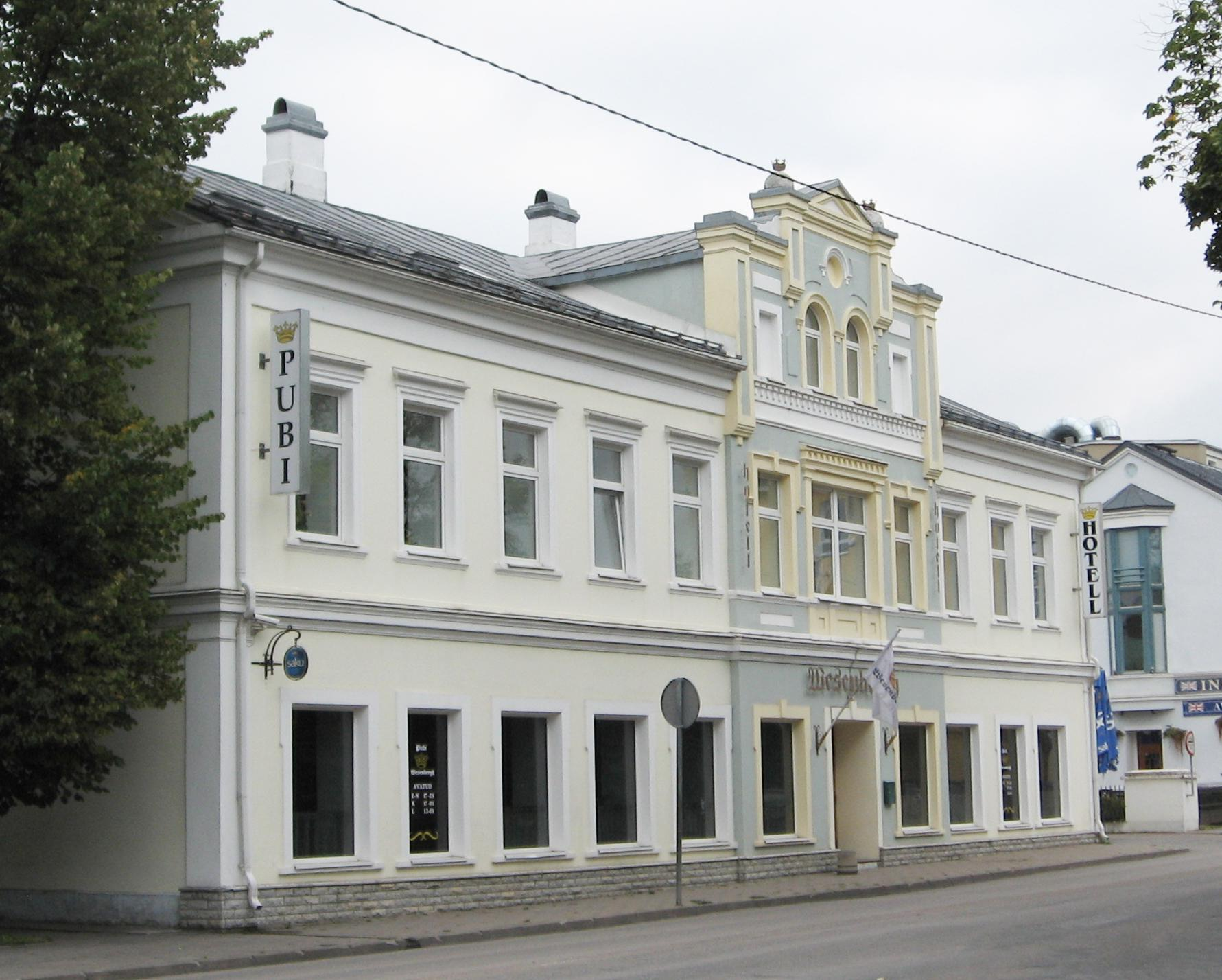
Hotel Wesenberg
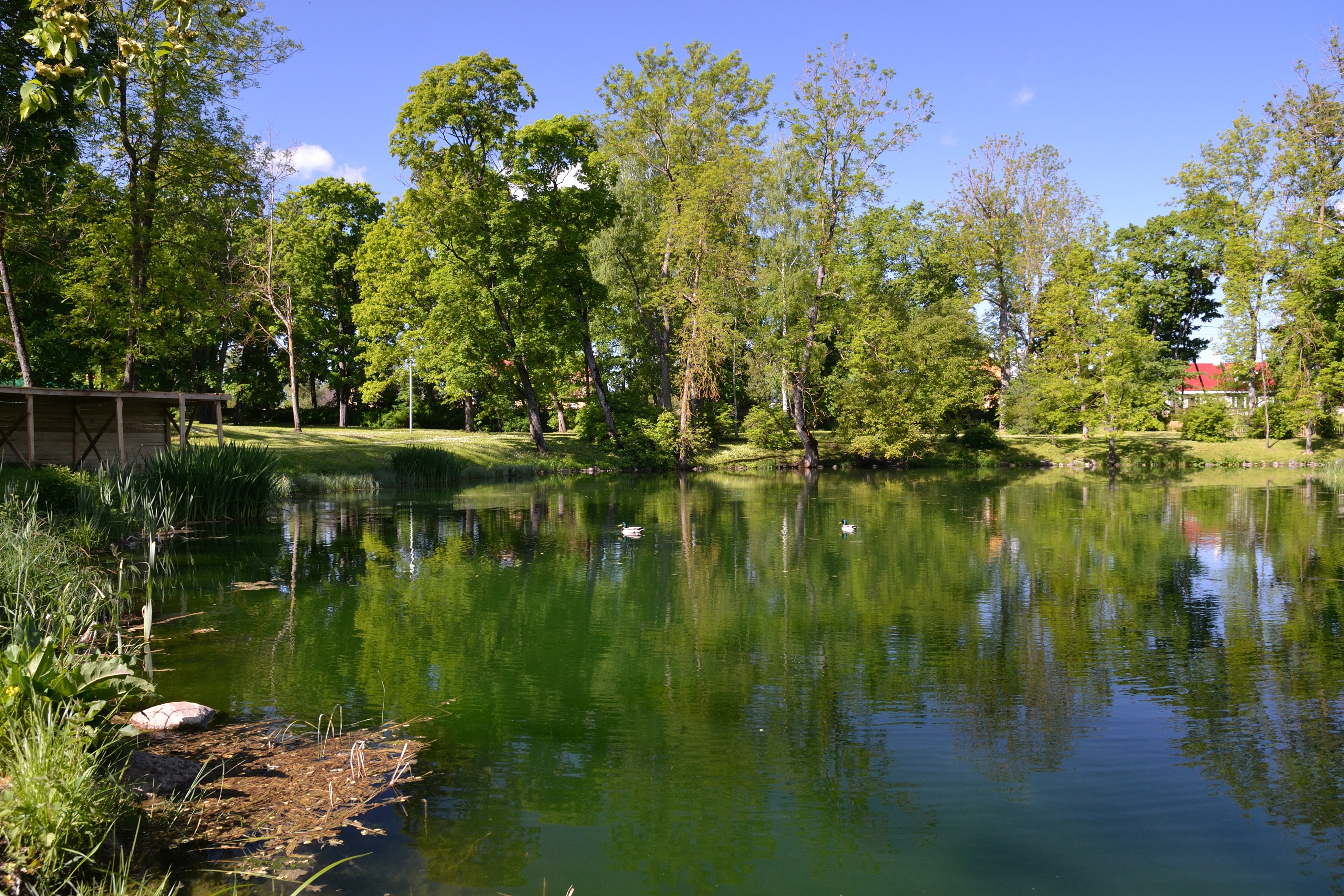
Rakvere manor park
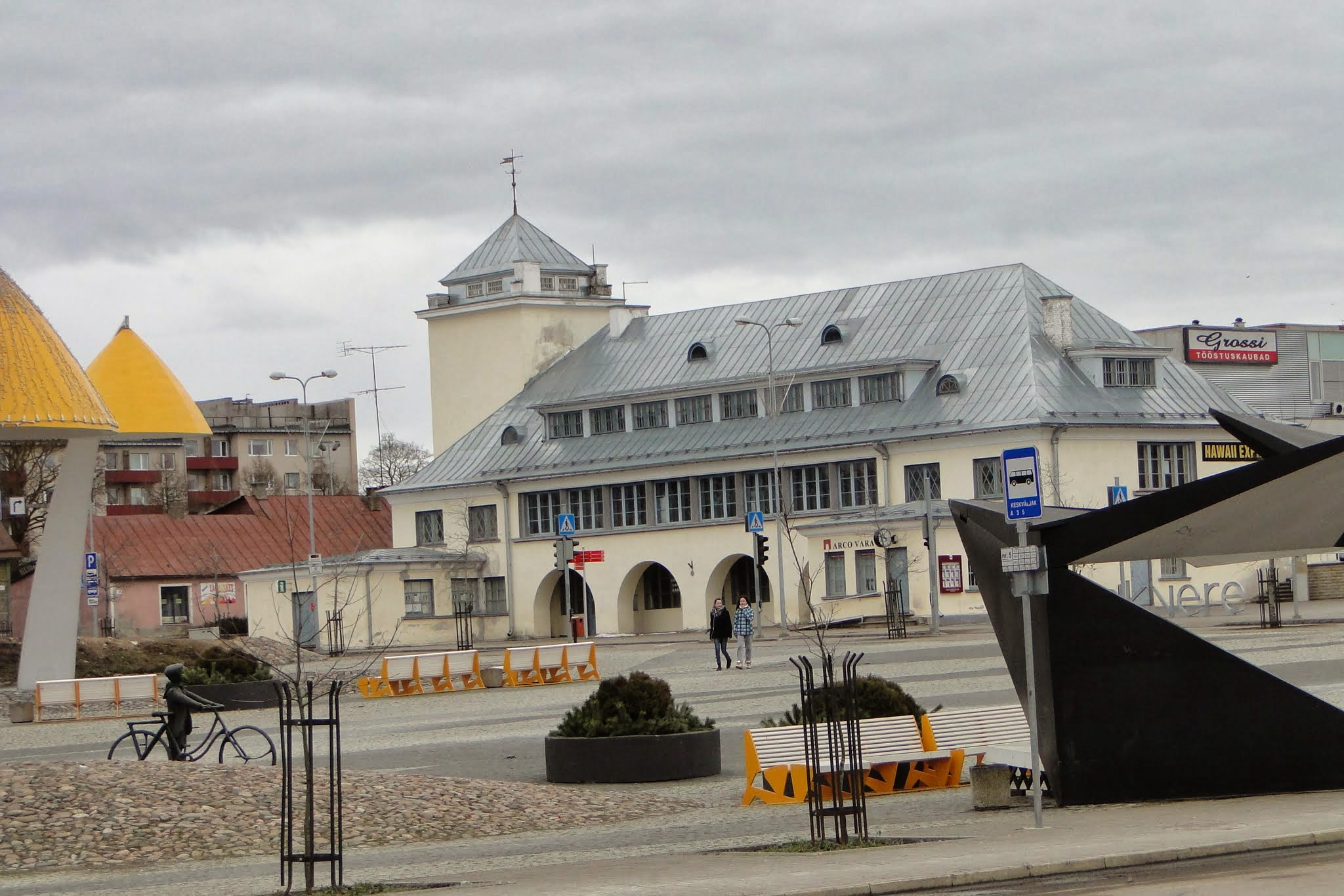
Rakvere main square
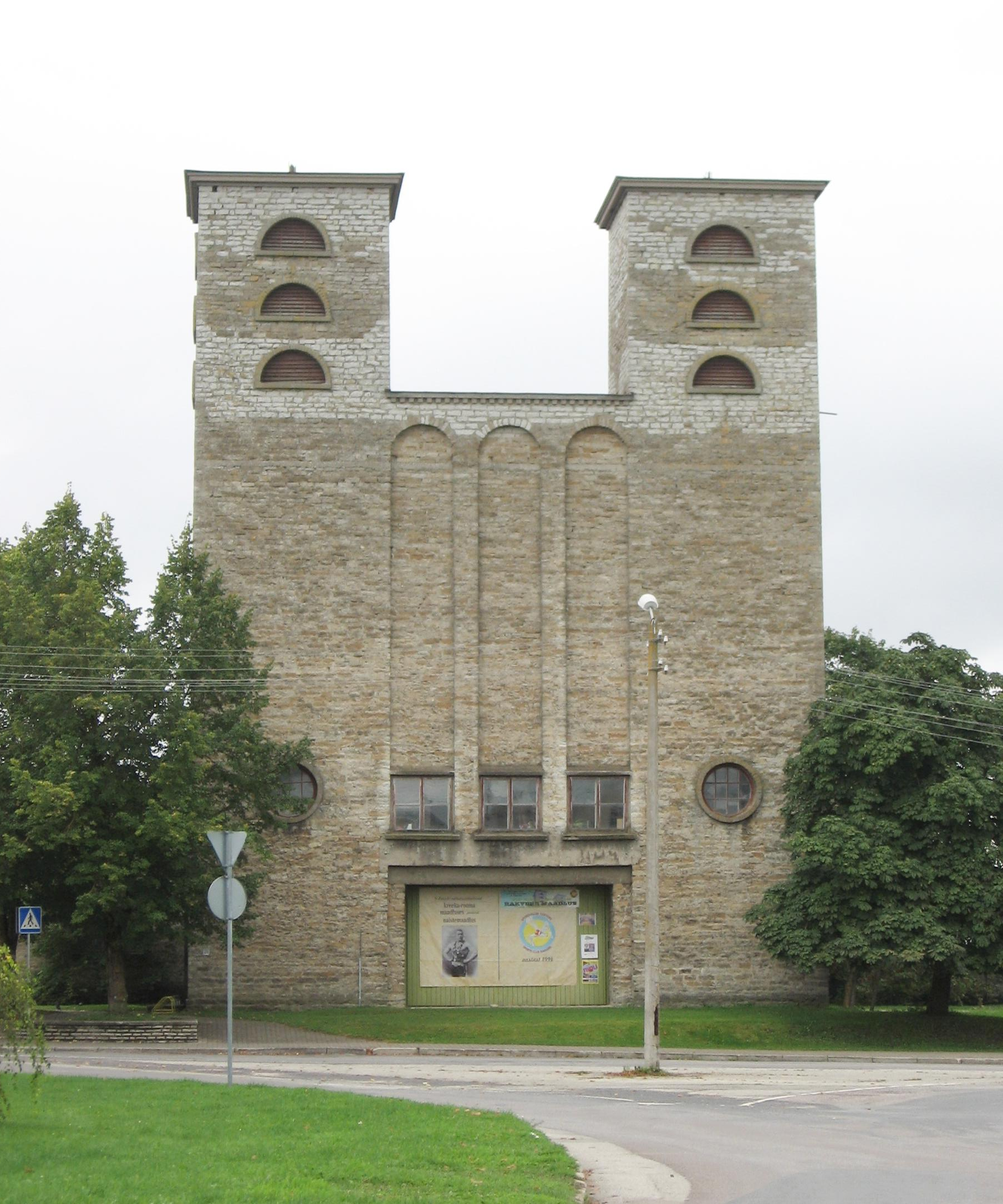
St.Paul Church
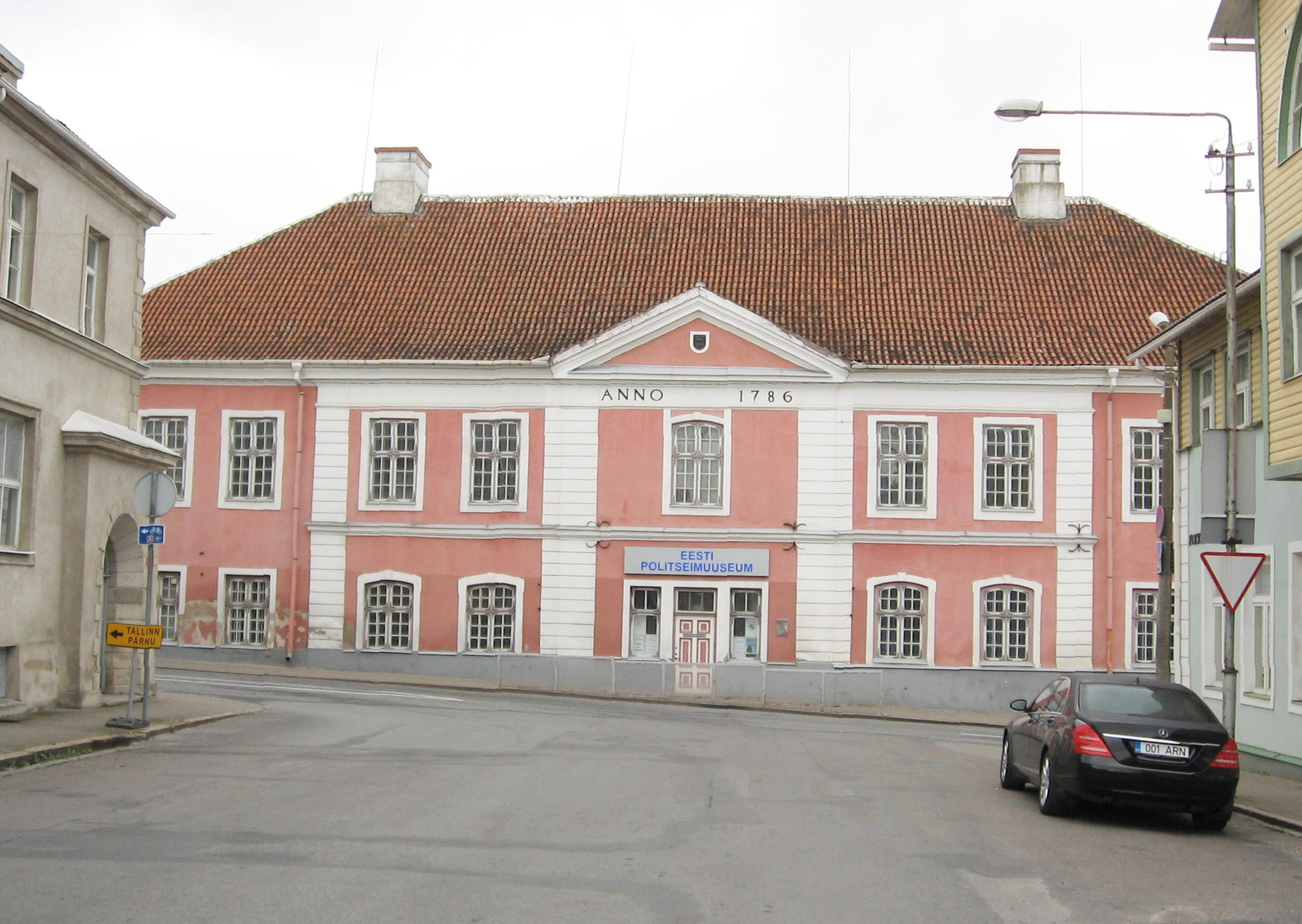
Estonian Police Museum
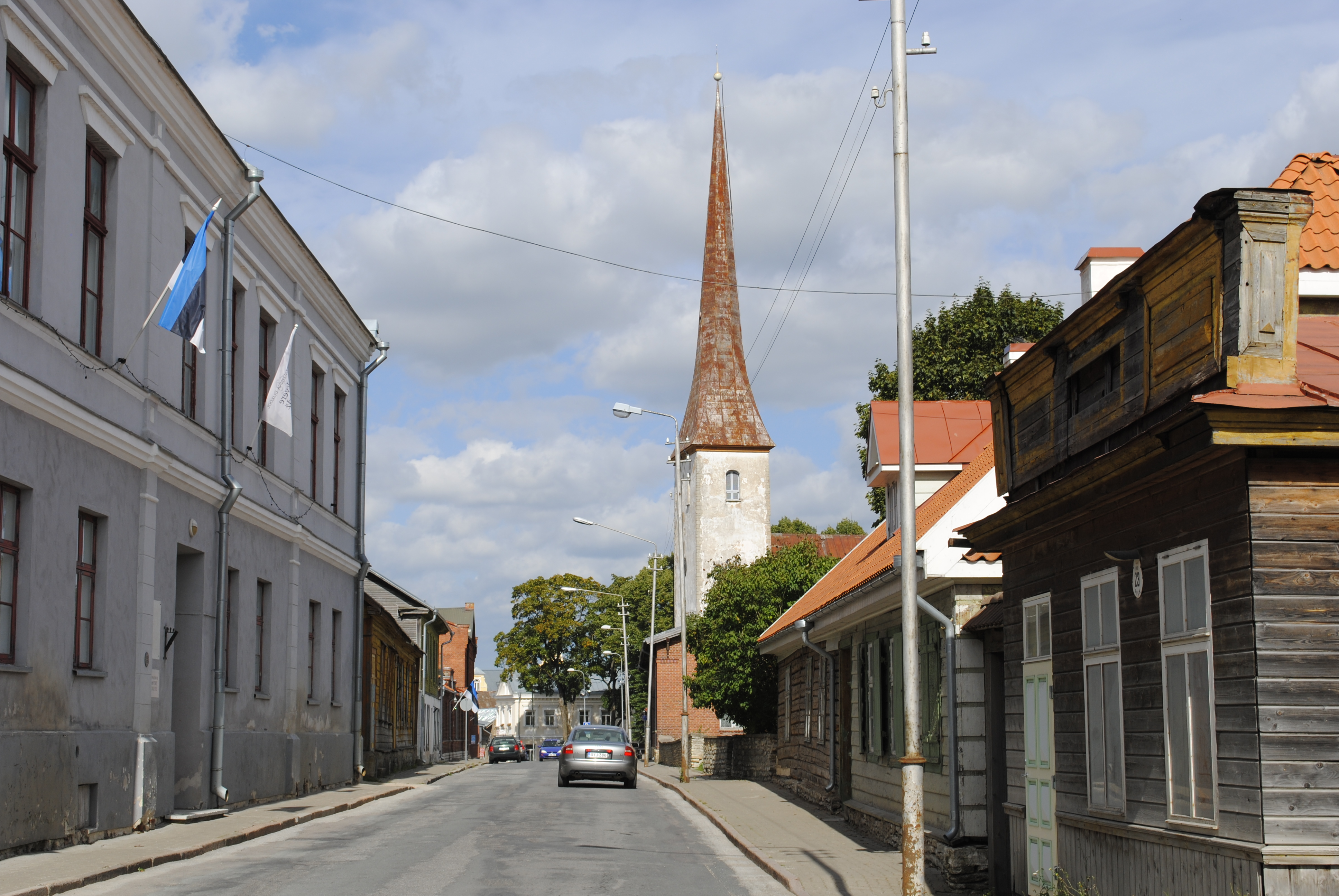
Street in Rakvere
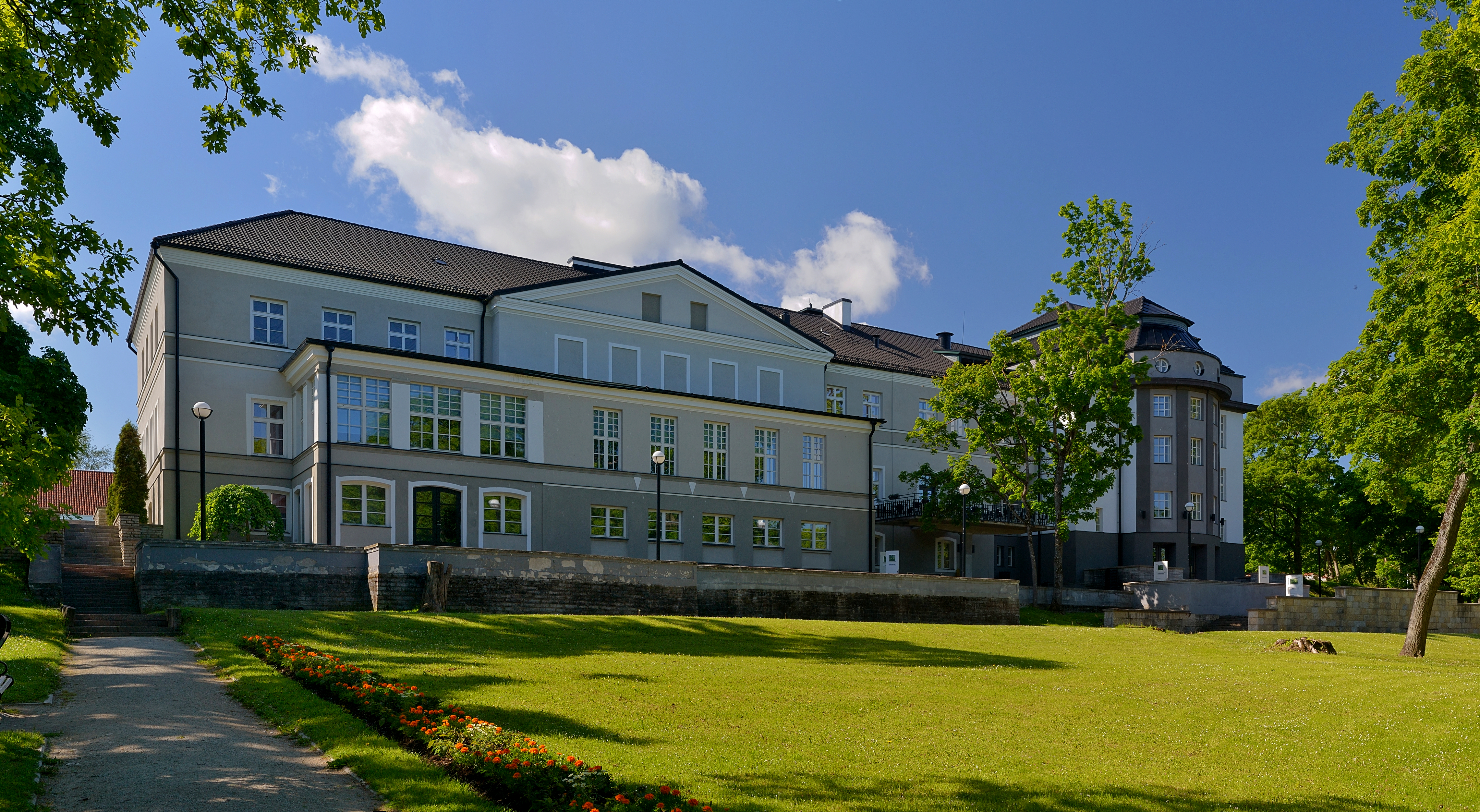
Rakvere main manor and theatre

## روابط خارجية
- أشياء يمكن رؤيتها في راكفير
- صور Rakvere في الليل بواسطة Kaiko Lipsmäe
- سكان راكفير بلغتهم الأم عام 1897
- معرض صور Rakvere المعقل في Remains.se